# Punam Patel
Punam Patel (1993) è un'attrice statunitense.

## Biografia
Cresciuta a Vero Beach, Punam Patel ha cominciato a recitare sul piccolo schermo dalla metà degli anni dieci, facendo poi il suo esordio cinematografico nel 2019 con Rim of the World. Per la sua interpretazione del ruolo di Kim Laghari in Special ha ricevuto una candidatura al Primetime Emmy Award nel 2019.

## Filmografia (parziale)

### Cinema
- Rim of the World, regia di Zack Stentz (2019)

### Televisione
- East Los High – serie TV, 1 episodio (2015)
- Kevin from Work – serie TV, 15 episodi (2015)
- Life in Pieces – serie TV, 1 episodio (2016)
- Lonely and Horny – serie TV, 1 episodio (2016)
- Movie Nights – serie TV, 1 episodio (2016)
- The Gay and Wondrous Life of Caleb Gallo – serie TV, 2 episodi (2016)
- Virtually Mike and Nora – serie TV, 1 episodio (2016)
- Return of the Mac – serie TV, 8 episodi (2017)
- Adam il rompiscatole (Adam Ruins Everything) – serie TV, 4 episodi (2017)
- Grandmother's Gold – film TV (2018)
- Alone Together – serie TV, 4 episodi (2018)
- So Close – film TV (2018)
- The Cool Kids – serie TV, 3 episodi (2018-2019)
- I Feel Bad – serie TV, 1 episodio (2019)
- Special – serie TV, 16 episodi (2019-2021)

## Doppiatrici italiane
Nelle versioni in italiano nelle opere in cui ha recitato, Punam Patel è stata doppiata da:
- Rossella Acerbo in Rim of the World
- Benedetta Ponticelli in Special
- Sophia De Pietro in Running Point